# Bodești (okręg Alba)
Bodești – wieś w Rumunii, w okręgu Alba, w gminie Vadu Moților. W 2011 roku liczyła 121 mieszkańców.